# Renouveau du conte
 (octobre 2021).
Motif : Fond et forme à remanier
Le renouveau du conte est un mouvement artistique scénique apparu dans les années 1970 qui revisite l'art de raconter des histoires à un auditoire.
Le phénomène du renouveau du conte a été amorcé en France et aux États-Unis à peu près à la même époque et tous les pays occidentaux ont suivi petit à petit le même cheminement.

## Histoire de la renaissance d'un art de la parole

### Prémices du mouvement en France
Des courants de pensées nés pendant la période de l’Occupation dans l’école des cadres de la jeunesse à Uriage entre 1940 et 1942, ont théorisé et mis en pratique l’importance des liens entre culture populaire et éducation. Cette pensée conduite par Joffre Dumazedier et les réseaux Peuples et Culture, traverse largement tous les mouvements d’éducation populaire. Les événements de mai 1968 sont l’occasion de fortes revendications liées à la  critique d’une société de consommation où les rapports interpersonnels semblent disparaître. Les milieux artistiques et culturels accompagnent ce mouvement et remettent en cause un rapport culturel distant face aux cultures populaires.
Au début des années 1970, la traduction du livre de Bruno Bettelheim, « Psychanalyse des contes de fées », pose la  question de l’utilisation des contes à des fins pédagogiques et même thérapeutiques.
Dans ce contexte, les bibliothèques, sous l’impulsion de Geneviève Patte, (créatrice de la Joie par les livres en 1965), s’emparent des activités autour du conte en portant un fort intérêt au racontage et accueillent les conteurs du « renouveau du conte ».
Les bibliothèques, héritières de « L'Heure Joyeuse » (créée à Paris en 1924), investissent le temps de l'heure du conte et engagent un lien qui deviendra permanent entre la nécessité de défendre la littérature écrite et celui du maintien, du soutien et du développement de la littérature orale.

À cette même époque, autour de Bruno de La Salle à la BPI du Centre national d'art et de culture Georges-Pompidou, naît un noyau d'artistes dont l'objectif premier est de raconter des histoires.
De là, une première génération de conteurs s'engage dans un travail de rencontres, de réflexion et d'élargissement, amenant des artistes originaires d'autres arts à rejoindre ce premier mouvement.

### Grandes étapes du renouveau de la profession de conteur
En France, on peut découper cette renaissance de la pratique du conte en trois étapes :

#### La première génération (1970 - début des années 1980)
De 1975 à 1980, à Vannes, Clamart, Montpellier, Grenoble, Avignon, Chevilly-Larue, Créteil, dans  des festivals, des rencontres, des séminaires, des programmations, des concours de conteurs amateurs et professionnels, apparaissent les premières tentatives de construction d'un champ artistique. C'est le conteur, originaire de Bretagne, Lucien Gourong, qui crée en 1979 au Centre Culturel de Chevilly-Larue le premier festival de contes en France. Raconteur d'histoires, comme il se qualifie lui-même, reprenant ainsi la véritable définition de la vieille Perrine Daniel de Pont-Scorff qui lorsqu'elle racontait au début du XXe siècle aux collecteurs Frison et Le Diberder parlait d'histoires, ignorant tout à fait le terme de contes.
S'ils font vivre dès l'origine une vision contemporaine du récit, ils s'attachent à faire le lien avec la tradition orale. Ils posent les problématiques de leurs pratiques artistiques et cherchent à y répondre.
L’émergence tâtonnante et isolée de ce mouvement se cristallisera aussi autour des artistes de l’immigration et la nécessité se fera sentir dans les années 1980, de prendre en compte les espaces culturels des pays d’origine des populations immigrées.
Deux artistes-conteurs et par ailleurs formateurs de nombreux autres conteurs et conteuses, sont particulièrement importants dans cette période : Henri Gougaud et Bruno de La Salle. Ils rendent compte de leur parcours, de leur réflexion sur le conte et de leur expérience artistique depuis 1960 dans l'ouvrage d'entretiens paru en 2002 : Le Murmure des Contes.

#### La deuxième génération (milieu des années 1980, années 1990)
Le colloque des Arts et Traditions Populaires  en 1987, « Le renouveau du conte en France » animé et organisé par Geneviève Calame-Griaule, sera l'occasion première de mettre à jour le foisonnement qui existe en France comme à l’étranger, de croiser des expériences, d'inscrire dans la durée des projets culturels et artistiques et d'engager les conditions de connaissance et de reconnaissance d'un réseau national et international.

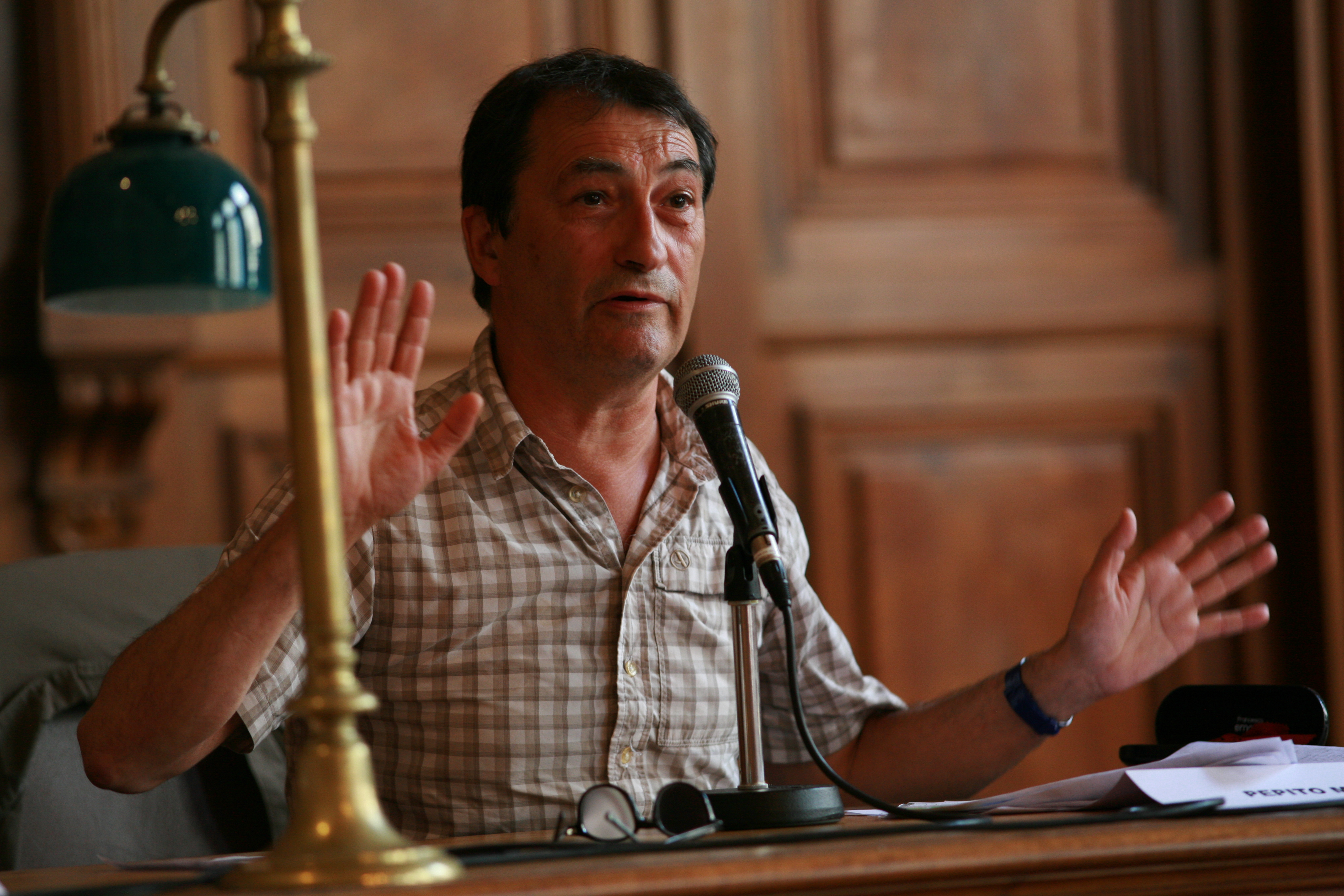
Le conteur français Pépito Matéo, colloque "Transmettre" au Festival des Arts du Récit, en 2010 à Grenoble.

De nombreux artistes font du conte un véritable art de scène. Parmi les plus importants d'entre eux : Catherine Zarcate, Nacer Khémir, Michel Hindenoch, Abbi Patrix, Pépito Matéo, Muriel Bloch, Bernadéte Bidaude, Yannick Jaulin, Lucien Gourong... Ils expérimentent, travaillent souvent en compagnie de musiciens, se situent au carrefour de la tradition et de l'innovation, faisant véritablement du conte un art vivant.
Cette progression du conte vers les lieux institutionnels de la culture va de pair avec la formation, capable de fournir des professionnels. Elles apparaissent vers 1980, en France, avec les maisons du conte. Les plus renommées sont la Maison du conte de Chevilly-Larue et la Maison des arts du récit de Vassivières. L'enseignement porte sur le savoir-faire du racontage, mais surtout l'affirmation artistique de la pratique. Une hiérarchie entre conteurs ou conteuses s'installe, les personnes atteignant le statut d'intermittent du spectacle étant les plus enviés.
Des festivals naissent en France et donnent de nombreuses occasions de diffusion des conteurs. Les premières expériences de travail collectif se font jour. C'est ainsi qu'en 1992, en Pays de Nied, petite région secrète et attachante du nord-est du département de la Moselle, est menée une opération expérimentale de collectage du légendaire. En deux ans ce sont plus de 400 légendes qui sont collectées et en 1994, le premier Festival de Contes et Légendes en Pays de Nied, voit le jour. Baptisé « de Bouche à Oreilles », en 2024, il fête sa 30e édition.

#### La troisième génération (de la fin des années 1990 à aujourd'hui)
Les impulseurs du mouvement continuent toujours de se produire et de créer, mais ils sont rejoints par une multitude d'artistes issus d'horizons divers, le conte s'impose dans des lieux et festivals qui ne lui étaient pas destinés, prend parfois des tours plus proche du théâtre de rue, du clown, du café-théâtre même.
Aujourd'hui, coexistent contes traditionnels revisités et créations issues de collectages, d'observations, de ce que Pépito Matéo appelle « une artchéologie du quotidien ».

## Le conte, art du spectacle
L'évolution apportée par le « renouveau » du conte est que ce dernier devient un spectacle. Plus généralement, l'oralité est vue comme matière à spectacle. Le conte devient un objet, que des médias, des hommes ou des femmes, considérés comme des artistes, diffusent sous la forme d'une œuvre et d'une création. La voix de l'artiste, le jeu de son corps, forme, au moment de sa présentation, la fascination de l'auditoire. Par ce temps de l'action qui est aussi le temps du spectacle, le conte s'apparente à une performance (art). Toutefois les conteuses gardent un savoir faire singulier distinct de celui d'un comédien : ils ont une technique propre (virelangue, trompe-oreilles, charade...). Ces personnes incarnent une histoire et non pas un personnage. Elles choisissent leur histoire, issue d'un groupe social donné, et transmettent cette histoire, à laquelle elles donnent leur énergie et leur présence, à l'auditoire présent. Cette transmission ne se réduit pas à quelque chose d'oral, mais implique tout ce qui de chacun de nous s'adresse à l'autre : un geste, un regard, un silence.
Alors que les anciens conteurs s'inspiraient de textes transmis oralement, les conteurs, aujourd'hui, travaillent majoritairement depuis des textes écrits, textes qui ne sont pas forcément des contes. Les anciens allaient de contes en contes ; les nouveaux construisent leur mise en scène, l'oralité étant l'axe de leur art, oralité pouvant prendre le pas sur l'histoire elle-même. En France, au Québec, les contes transmis oralement n'existent presque plus ; au Brésil, en contexte urbain, il en reste quelques traces. Partout, aujourd'hui, la relation entre oral et écrit et fondamentale pour la transmission des contes.
Au Brésil, un processus de formation est apparue dans les années 1980. Dans ce pays, la pratique du conte traditionnel reste imbriquée avec la pratique du conte urbain. Elle est apparentée aux activités de lecture dans les écoles publiques, les bibliothèques ou les hôpitaux. Surtout, à partir des années 2000, à côté de la notion d'art de raconter, est apparue la notion de science de raconter. On cherche à contextualiser et discuter des techniques du conte dans les milieux universitaires. La Faculté de Conchas à São Paulo a créé un cours de spécialisation dans l'art du conte, qui vise à relever les différentes interfaces du conte en milieu urbain, la façon de se créer un répertoire, et développer le rôle social des conteuses et conteurs.

## Le renouveau du conte au Québec
Le conte est un art millénaire qui accompagne les hommes depuis l’Antiquité, en les regroupant le soir autour du conteur, pour les faire rêver et réfléchir en les emmenant dans des contrées mythiques ou merveilleuses où l’on trouve toujours une résonance avec son monde personnel ou contemporain. Au Québec, le conte est également présent depuis des millénaires dans les tribus amérindiennes. Le conte francophone arrive quant à lui avec les premiers Français émigrés, et la tradition s’est perpétuée jusque dans les années 1950 ; l’urbanisation et l’exode rural ont commencé à l’éroder dès le début du XXe siècle, et même si les chantiers de bûcherons ont maintenu quelques enclaves jusque vers 1950, la deuxième moitié du XXe siècle a vu s’éteindre cet art populaire remplacé par la télévision.

### 1970: les débuts
C’est à partir des années 1970 que quelques tentatives refont surface, avec des artistes comme Jocelyn Bérubé et Alain Lamontagne qui, passionnés par la culture traditionnelle québécoise, remettent au goût du jour le conte, parlé qui avait survécu par l’écrit grâce à des écrivains comme Louis Fréchette et Philippe Aubert de Gaspé et aux ethnologues Luc Lacourcière et Anselme Chiasson, collecteurs à la fin du XIXe siècle et au début du XXe siècle du patrimoine vivant québécois.

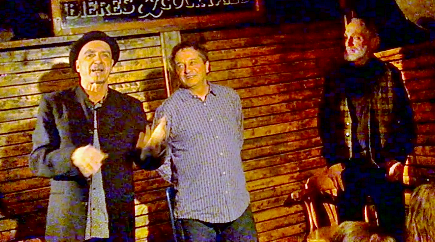
Conteurs étoiles : Jocelyn Bérubé, Alain Lamontagne et Michel Faubert aux Dimanches du conte en 2017

### 1980 - 1990: la renaissance
Le renouveau du conte proprement dit s’enclenche pendant la décennie 1980, avec la création de premiers festivals dédiés au conte, comme le « festival des Haut-Parleurs » au Musée de la civilisation de Québec (1985), et s’envole dans les années 1990, avec l’apport de nouveaux festivals au Québec : le « Festival interculturel du conte » à Montréal (1993), « Le rendez-vous des Grandes Gueules » à Trois-Pistoles (1997) ou encore « Les jours sont contés en Estrie » (1993).
Entraînés par les pionniers des années 1970, de nouveaux conteurs se forment et sillonnent le Québec pour porter des histoires centenaires et pourtant toujours actuelles : Marc Laberge, Michel Faubert et Joujou Turenne par exemple. Des rendez-vous urbains se créent avec, par exemple, Les Dimanches du conte, une série fondée par André Lemelin et Jean-Marc Massie qui attire un public toujours plus jeune et plus nombreux. Le conte québécois s’exporte également, participant et gagnant des prix aux Jeux de la Francophonie plusieurs années consécutives, les festivals du Québec accueillant par ailleurs des conteurs de toutes les nationalités.

### 2004: la reconnaissance comme littérature orale
En 2004, le Conseil des Arts et des Lettres du Québec et le Conseil des Arts du Canada reconnaissent le conte comme « littérature écrite et orale », définissant ainsi la spécificité du conte dans le monde littéraire. En effet, bien que se revendiquant art oral, c’est au moyen de l’écrit que le conte a survécu ; de plus, la création du conte s’apparente dans son processus à la création littéraire ; enfin, plusieurs conteurs actuels publient également leurs contes sous la forme de livres, voire de livres avec CD, ce qui permet d’allier dans un même objet les deux nature du conte, conte écrit et conte oral.
Depuis les années 2000, la relève — de jeunes conteurs comme Renée Robitaille, Éric Gauthier ou Fred Pellerin — poursuit l’expansion du conte et sa reconnaissance auprès du public en voyageant partout dans la francophonie, dans les festivals, les bibliothèques et les écoles, afin de propager cet art aussi vieux que le monde et pourtant particulièrement moderne.
Au Québec, la mise en place d'un système de formation est plus tardive qu'en France, et intervient dans les années 2000. Là aussi une ligne de démarcation se place entre qui est considéré comme artiste par l'élite des pairs, et qui est simple artisan de la parole, en général amatrice cheminant vers le statut de professionnel. Cette reconnaissance se fait à travers des participations au Dimanches du conte, ou au Festival interculturel du conte de Montréal, par exemple.